# Trichilia lecointei
Trichilia lecointei är en tvåhjärtbladig växtart som beskrevs av Adolpho Ducke. Trichilia lecointei ingår i släktet Trichilia och familjen Meliaceae. Inga underarter finns listade i Catalogue of Life.